# Lema dos cinco
Em matemática, especialmente álgebra homológica e outras aplicações da teoria das categorias abelianas, o lema dos cinco é um lema importante e amplamente utilizado sobre diagramas comutativos. O lema dos cinco não é válido apenas para categorias abelianas, mas também funciona na categoria de grupos, por exemplo.
O lema dos cinco pode ser pensado como uma combinação de dois outros teoremas, os lemas dos quatro, que são duais entre si.